# Мари Поса
Мари Поса (на английски: Mari Possa) е артистичен псевдоним на салвадорско-американската порнографска актриса Мирна Гранадос (Mirna Granados), родена на 21 януари 1980 г. в град Сан Мигел, Салвадор.

## Награди и номинации
Номинации
- 2005: Номинация за AVN награда за най-добра групова секс сцена.[3]
- 2006: Номинация за AVN награда за най-добра секс сцена с тройка.[3]
- 2006: Номинация за F.A.M.E. награда за любима анална звезда.[4]
- 2006: Номинация за AVN награда за най-добра секс сцена само с момичета.[3]
- 2007: Номинация за AVN награда за най-добра групова секс сцена.[3]
- 2009: Номинация за AVN награда за най-добра секс сцена с тройка.[3]